# Małomiasteczkowy
Małomiasteczkowy – pierwszy singel polskiego piosenkarza Dawida Podsiadły z jego trzeciego albumu studyjnego, zatytułowanego Małomiasteczkowy. Singel został wydany 6 czerwca 2018.
Piosenka była nominowana do nagrody polskiego przemysłu fonograficznego Fryderyka w kategorii „teledysk roku” i „utwór roku”.
Kompozycja znalazła się na 1. miejscu listy AirPlay – Top, najczęściej odtwarzanych utworów w polskich rozgłośniach radiowych. Nagranie otrzymało w Polsce status diamentowego singla, przekraczając liczbę 100 tysięcy sprzedanych kopii.

## Geneza utworu i historia wydania
Piosenka została napisana i skomponowana przez Dawida Podsiadłę oraz Bartosza Dziedzica, który odpowiada również za produkcję utworu. Dawid Podsiadło o singlu:

To utwór o przełamywaniu barier, wstydu i szukaniu miejsca w nowej rzeczywistości. Nie mam tu żadnych wniosków. Mam za to wiele spostrzeżeń i przemyśleń, ale jestem jeszcze parę kroków od krytykowania czegokolwiek. Na pewno w niektórych momentach przemawia przeze mnie zazdrość, odzywają się jakieś skamieniałe kompleksy, o których istnieniu przez długi czas nie wiedziałem. To zazdrość o swojego rodzaju beztroskę i – w zależności od perspektywy – albo głupotę, albo odwagę.

Singel ukazał się w formacie digital download 6 czerwca 2018 w Polsce za pośrednictwem wytwórni płytowej Sony Music Entertainment Poland. Piosenka została umieszczona na trzecim albumie studyjnym Dawida Podsiadły – Małomiasteczkowy.
W marcu 2019 singel uzyskał nominację do nagrody polskiego przemysłu fonograficznego Fryderyka w kategoriach: „utwór roku” i „teledysk roku”.

## „Małomiasteczkowy” w stacjach radiowych
Nagranie było notowane na 1. miejscu w zestawieniu AirPlay – Top, najczęściej odtwarzanych utworów w polskich rozgłośniach radiowych.

## Teledysk
Do utworu powstał teledysk w reżyserii Tomasza Bagińskiego, który udostępniono w dniu premiery singla za pośrednictwem serwisu YouTube.
Wideo znalazło się na 4. miejscu na liście najczęściej odtwarzanych teledysków przez telewizyjne stacje muzyczne.

## Lista utworów
- Digital download

1. „Małomiasteczkowy” – 3:23

## Notowania

### Pozycje na listach airplay
| Kraj   | Lista (2018)      | Najwyższa pozycja |
| ------ | ----------------- | ----------------- |
| Polska | AirPlay – Top     | 1                 |
| Polska | AirPlay – Nowości | 1                 |
| Polska | AirPlay – TV      | 4                 |

## Certyfikaty
| Kraj          | Certyfikat       | Sprzedaż |
| ------------- | ---------------- | -------- |
| Polska (ZPAV) | diamentowa płyta | 100 000+ |

## Wyróżnienia
| Rok  | Konkurs        | Kategoria     | Rezultat  |
| ---- | -------------- | ------------- | --------- |
| 2019 | Fryderyki 2019 | teledysk roku | Nominacja |
| 2019 | Fryderyki 2019 | utwór roku    | Nominacja |